# Apiogaster collare
Apiogaster collare là một loài bọ cánh cứng trong họ Cerambycidae.